# Kurier Kobiecy
Kurier Kobiecy – gazeta kobieca o tematyce społeczno-politycznej, wydawana w latach 1927-1939 jako bezpłatny dodatek do krakowskiego „Ilustrowanego Kuriera Codziennego” (IKC). 

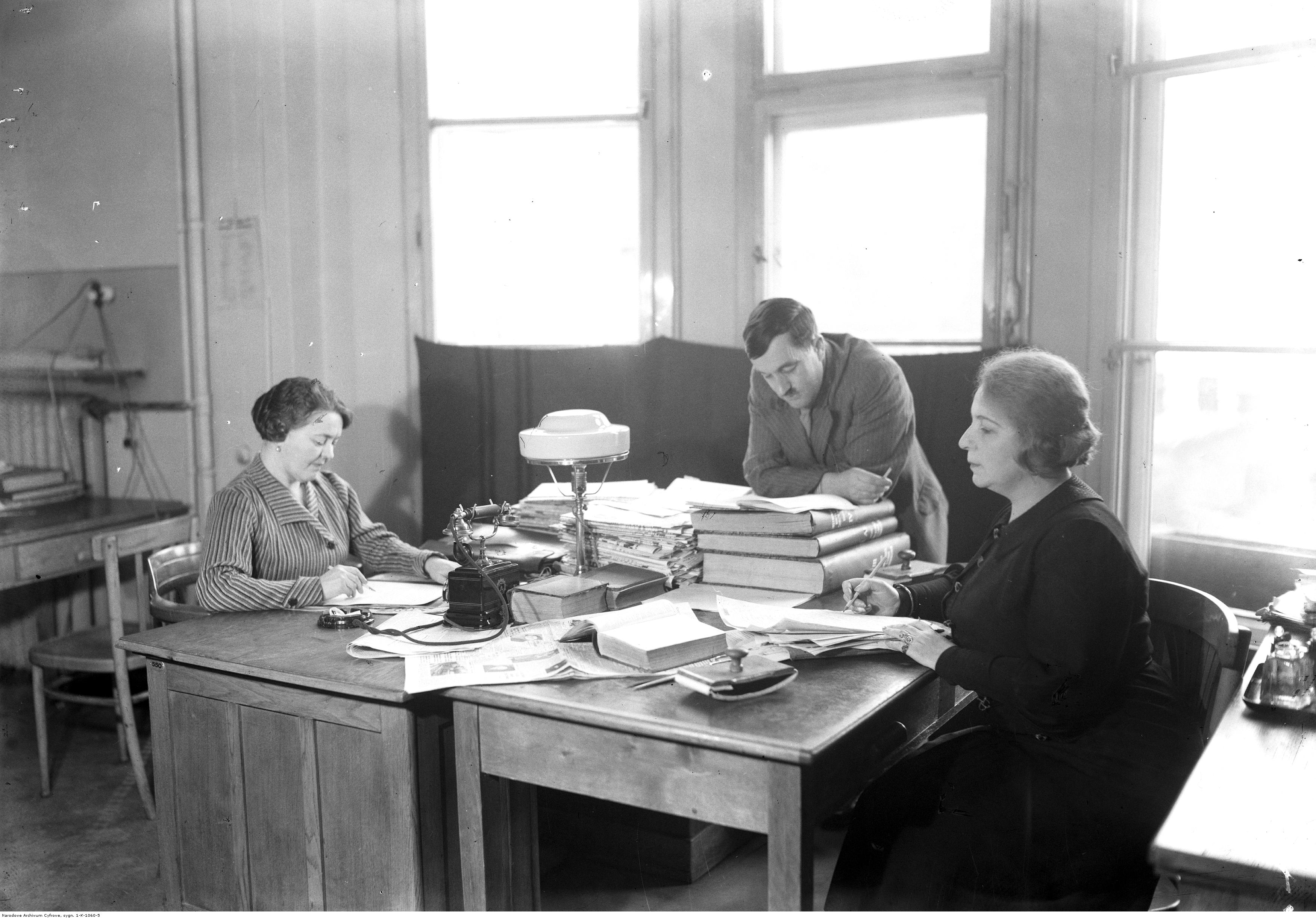
Redakcja IKC, od lewej: Zofia Lewakowska, Ludwik Tomanek, Maria Manberowa; 1935.

Dział kobiecy, któremu poświęcona była ta całostronicowa wkładka, prowadziła Zofia Lewakowska. 
Był to pierwszy tego typu cotygodniowy dodatek w polskiej prasie i niemal od razu zyskał ogromną popularność, wypierając z rynku wiele ukazujących się regularnie wydawnictw modowych czy poradnikowych. Do końca lat 30. większość pozostałych dużych gazet codziennych poszła za przykładem IKC i również zaczęła wydawać swoje dodatki kobiece, jednak Kurier Kobiecy pozostał najbardziej poczytnym.
Podobnie jak inne dodatki do IKC (Kurier Radiowy, Filmowy, Gospodarczy i Finansowy, Lekarski, Literacko-Naukowy czy Metapsychiczny), Kurier Kobiecy posiadał wspólną paginę z wydaniem głównym.
Choć w niektórych współczesnych publikacjach tytuł gazety uwspółcześnia się do formy Kurier Kobiecy, w rzeczywistości do 1939 koncern prasowy IKC pozostał przy pisowni sprzed reformy języka polskiego.